# Teen Vogue
Teen Vogue est un magazine de mode américain, déclinaison de Vogue mais destiné aux adolescents et dans un format inférieur. Celui-ci aborde principalement des sujets sur la mode mais également les célébrités.

## Historique
Le magazine Teen Vogue est lancé en février 2003. De sa création à 2016, Amy Astley est rédacteur-en-chef du magazine.
En décembre 2008, Teen Vogue ouvre un magasin éphémère dans un centre commercial de Short Hills dans le New Jersey, Teen Vogue Haute Spot, pour offrir un lieu de détente aux jeunes shoppeuses. D'autres magasins éphémères sont alors annoncés. Le concept consiste à recommander des produits de consommation disponibles dans le centre commercial aux jeunes venues flâner. En 2009, la mannequin Jourdan Dunn est en couverture de Teen Vogue, puis révèle par la suite être à un stade avancé de sa grossesse, ce qui provoque une polémique sur le sujet des adolescentes-mères.
En mai 2016, Elaine Welteroth est nommée rédacteur-en-chef de la version papier de Teen Vogue, la deuxième personne afro-américaine à tenir un titre de rédacteur en chef en 107 ans d'existence du groupe Condé Nast. Sous sa direction, le magazine prend une tournure politique et engagé sur le terrain de la justice sociale. Phillip Picardi assure la direction de la version web du magazine.
En novembre 2017, le magazine cesse son édition papier pour se concentrer sur l'édition digitale. Deux mois plus tard, Elaine Welteroth annonce son départ du magazine et du groupe Condé Nast.
En mars 2021, le magazine publie puis retire un article sur Facebook et sa gestion des élections américaines, un publireportage qui n'avait pas été étiqueté en tant que tel. Le même mois, la journaliste politique Alexi McCammond est nommée éditeur-en-chef de Teen Vogue, mais donne sa démission avant de prendre son poste après la découverte de tweets à portée raciste qu'elle avait publiés dix ans plus tôt. En mai 2021, Versha Sharma est nommée éditeur-en-chef du magazine.

## Rédacteurs-en-chef
- 2003-2016 : Amy Astley
- 2016-2018 : Elaine Welteroth
- Depuis 2021 : Versha Sharma